# SABACHi
SABACHi（サバチ）は、日本の健康食品メーカー・味源が2020年（令和2年）から発売しているチップスである。

## 特徴
タイで1000年以上前からある魚のチップスの製法を元に企画開発された、サバを70％使用した無添加のチップスである。

## ヒット商品として
2020年に発売されて2週間で、異例の30万個を受注。2020年12月には300万個を出荷した。
日経MJヒット商品番付2020では、東の前頭としてランクインする。

## 関連商品
- TUNACHi